# 코소보 올림픽 위원회
코소보 올림픽 위원회(알바니아어: Komiteti Olimpik i Kosovës, 세르비아어: Олимпијски комитет Косова / Olimpijski komitet Kosova)는 코소보의 국가 올림픽 위원회이다. IOC 코드는 KOS이다. 본부는 프리슈티나에 있으며 유럽 올림픽 위원회에 소속되어 있다.
1992년에 설립되었으며 2014년 12월 9일에 국제 올림픽 위원회의 승인을 받았다. 올림픽, 유러피언 게임을 비롯한 국제 스포츠 대회에 참가하는 코소보의 선수들을 대표한다.

## 같이 보기
- 올림픽 코소보 선수단